# Josep Alonso i Pagès
Josep Alonso i Pagès   (Sant Celoni, c. 1969) és un expilot de motocròs català que destacà en competicions estatals entre la dècada de 1980 i començaments del segle xxi, arribant a guanyar 5 Campionats d'Espanya de motocròs (dos més en categories d'iniciació). Practicà també amb èxit el Supercross, havent guanyat 3 Campionats d'Espanya d'aquesta modalitat. Actualment treballa com a seleccionador estatal de motocròs i enduro.

## Palmarès al Campionat d'Espanya
| Any          | Motocicleta  | Motocròs   | Motocròs | SX 250cc |
| Any          | Motocicleta  | 250cc      | 125cc    | SX 250cc |
| ------------ | ------------ | ---------- | -------- | -------- |
| 1987         | ?            | ?          | 2n       |          |
| 1988         | Yamaha       | ?          | 1r       |          |
| 1989         | Yamaha       | ?          | 2n       |          |
| 1990         | Yamaha       | 3r         | 1r       |          |
| 1991         | ?            | ?          | ?        |          |
| 1992         | ?            | 2n         | ?        |          |
| 1993         | Honda        | 1r         | 3r       | 1r       |
| 1994         | Honda        | 1r         | 2n       |          |
| 1995         | Honda        | 1r         | ?        | 1r       |
| 1996         | Kawasaki     | 2n         | 2n       | 1r       |
| 1997         | ?            | 2n         | ?        |          |
| 1998         | ?            | 2n         | ?        |          |
| 1999         | Honda        | 2n         | 2n       |          |
| 2000         | ?            | ?          | ?        |          |
|              |              | Open       | 125 cc   | Open     |
| 2001         | ?            | 2n         | ?        |          |
| 2002         | ?            | ?          | ?        |          |
| 2003         | ?            | 3r         | ?        |          |
| 2004         | ?            | 2n         | ?        |          |
| Total títols | Total títols | 3          | 2        | 3        |
|              |              | 8 estatals |          |          |